# Pensiero di Schopenhauer

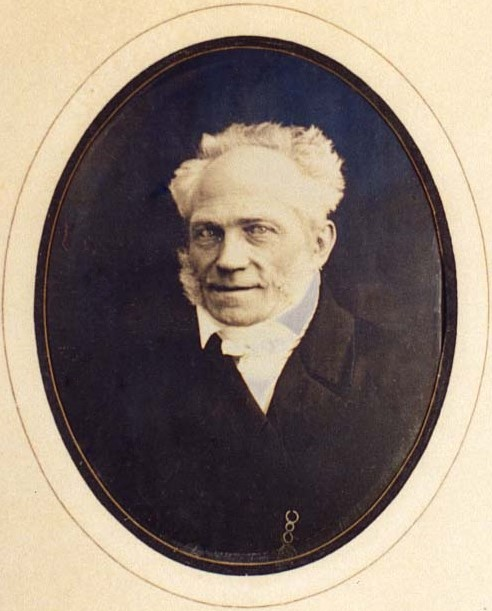
Arthur Schopenhauer nel 1845

Il pensiero di Arthur Schopenhauer, caratterizzato dal pessimismo, anticipa motivi della più ampia filosofia della vita originatasi nel primo romanticismo tedesco in polemica con il positivismo e con la corrente dell'idealismo "accademico" trionfante del XIX secolo di Fichte, Schelling ed Hegel, "i tre ciarlatani" come li definisce il filosofo tedesco, ai quali contrappone un diverso idealismo, a cui dichiarava espressamente di appartenere come filosofo.
(Arthur Schopenhauer, Il mondo come volontà e rappresentazione, II, 1)
La sua filosofia parte dal kantismo (ma giunge a respingere l'idealismo assoluto di Kant ereditato del pensiero di Hegel), da alcuni elementi dell'illuminismo, dalla filosofia di Platone e dal romanticismo, fondendoli con la suggestione esercitata dalle dottrine orientali, specialmente quella buddhista e induista. 
La filosofia di Schopenhauer è molto articolata e complessa ed espressa già in buona parte nella sua opera giovanile, Il mondo come volontà e rappresentazione, che contiene già gran parte del suo pensiero, poi riedita con aggiunte. Egli sostiene che il mondo è fondamentalmente ciò che ciascuna persona vede (una rappresentazione "relativa") tramite la sua volontà, nella quale consiste il principio assoluto della realtà, nascosto alla ragione. La sua analisi pessimistica lo porta alla conclusione che i desideri emotivi, fisici e sessuali, attuati sotto la spinta onnipervasiva della volontà, che presto perdono ogni piacere dopo essere stati assecondati, e infine divengono insufficienti per una piena felicità, non potranno mai essere pienamente soddisfatti e quindi andrebbero limitati, se si vuole vivere sereni. La condizione umana è completamente insoddisfacente, in ultima analisi, e quindi estremamente infelice. Di conseguenza, egli ritiene che uno stile di vita che neghi i desideri, simile agli insegnamenti ascetici dei Vedānta e delle Upanishad dell'induismo (si fa notare all'autore che i Vedānta e le Upaniṣad sono la stessa cosa), del Buddhismo delle origini, e dei Padri della Chiesa del primo Cristianesimo, nonché una morale della compassione, è quindi l'unico vero modo, anche se difficile per lo stesso filosofo, per raggiungere la liberazione definitiva, in questa vita o, se esistenti, nelle successive. Sull'esistenza di Dio, Schopenhauer è invece sostanzialmente non-teista, almeno per quanto riguarda la concezione occidentale moderna di una divinità personale. Egli non nutre né considerazione né fiducia alcuna nella massa degli esseri umani, fatto che lo conduce alla misantropia.

## Sulla quadruplice radice del principio di ragion sufficiente
In questa prima opera, una dissertazione pubblicata nel 1813, pronunciata per la tesi di laurea in filosofia che Schopenhauer conseguì a Jena in quello stesso anno, il filosofo tedesco sostiene che la causalità rappresenta il principio di ragion sufficiente (definito per la prima volta da Gottfried Wilhelm von Leibniz) per il quale si può comprendere come il mondo dei fenomeni sia caratterizzato da quel totale determinismo materialistico che sarà alla base del successivo sviluppo del suo pensiero.
Tutto è infatti determinato secondo quattro diverse necessità: la causalità, infatti con il rigido rapporto che lega l'effetto alla causa, la ritroviamo:
- nella necessità logica per cui la conclusione deve seguire in modo inconfutabile una volta che le premesse siano state riconosciute valide (ratio cognoscendi)
- nella necessità fisica secondo la legge della causalità per cui l'effetto non può mancare una volta che si sia presentata la causa (ratio fiendi)
- nella necessità matematica per cui ogni calcolo esatto risulta di necessità inconfutabile (ratio essendi)
- nella necessità morale per cui ogni essere vivente deve compiere, appena il motivo si sia presentato, quella azione che sola è adeguata al suo carattere naturale, così come ogni effetto segue ad una causa. L'effetto può apparire libero nella sua imprevedibile effettuazione ma questo dipende dalla difficoltà di approfondire e conoscere perfettamente il carattere naturale individuale che, come causa, l'ha in realtà necessariamente determinato (ratio agendi)

La "quadruplice radice", si spiega nel senso che la necessità è riferita a conoscenze che effettivamente si differenziano l'una dall'altra, in quanto all'oggetto conosciuto, ma che hanno una comune "radice" nella facoltà intellettiva che ne coglie l'essenziale necessità.

## L'eredità e la trasformazione del kantismo

### Il mondo come rappresentazione

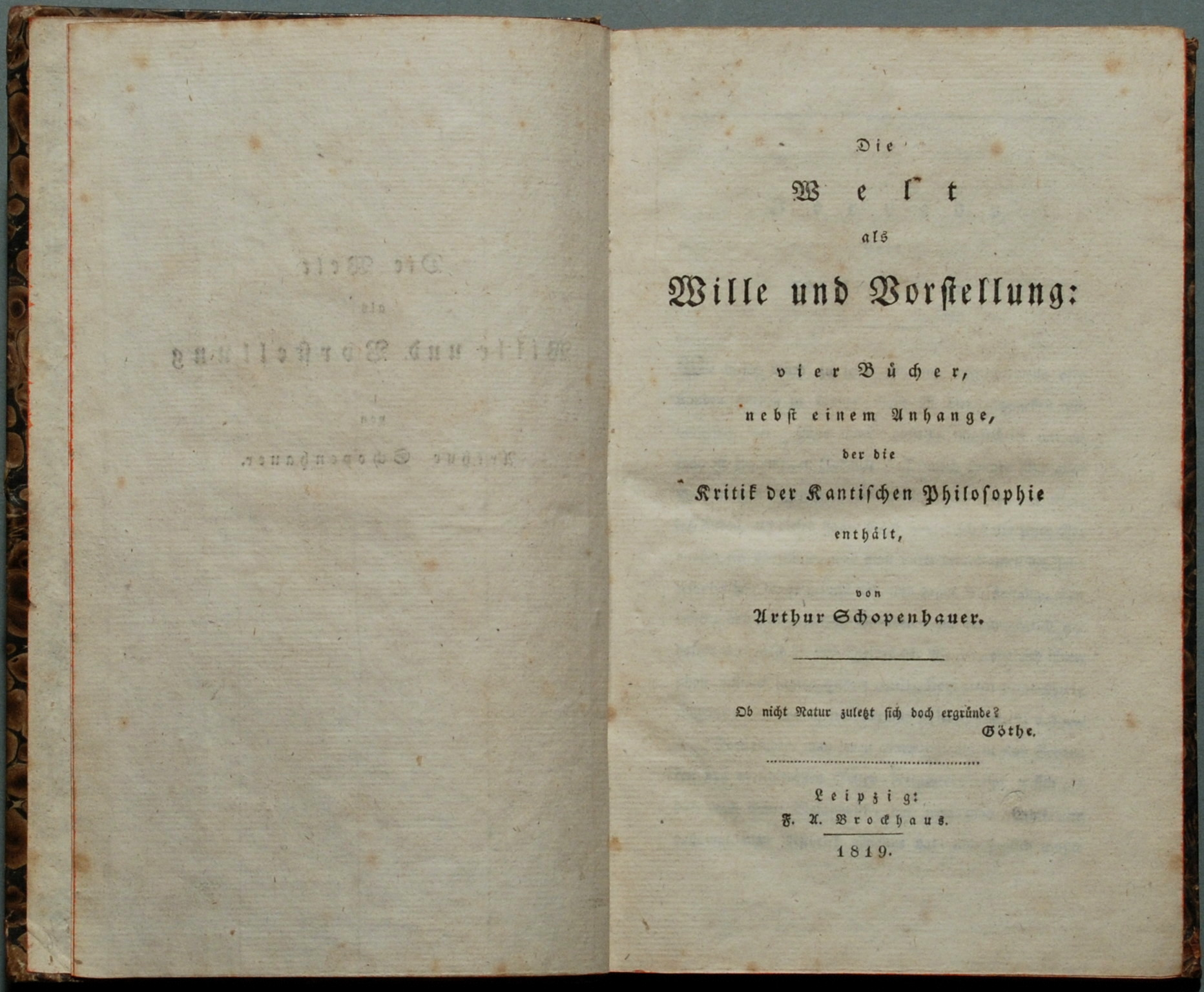
Il mondo come volontà e rappresentazione (1819)

La rappresentazione ha due aspetti essenziali: il soggetto rappresentante e l'oggetto rappresentato. Entrambi esistono soltanto all'interno della rappresentazione, come due lati o parti di essa, tanto che non può esistere soggetto senza oggetto. L'oggetto esiste perché vi è un soggetto che lo prende in considerazione nella rappresentazione e così il soggetto prende coscienza di sé proprio tramite il suo rapportarsi con gli oggetti.
Evidenti sono, nell'impianto gnoseologico schopenhaueriano, le influenze e i termini kantiani anche se parzialmente reinterpretati nel significato.

### Il nuovo significato della rappresentazione
La rappresentazione, infatti, non è più intesa in senso kantiano, come l'oggetto di qualsiasi atto conoscitivo, bensì per Schopenhauer è il risultato del rapporto necessario tra soggetto e oggetto. Rapporto in cui entrambi sono sullo stesso piano. Il soggetto non è prioritario rispetto all'oggetto (come per un certo tipo di idealismo soprattutto fichtiano, che risolve l'oggetto nel soggetto) né l'oggetto è prioritario rispetto al soggetto (come per il realismo in cui è la realtà materiale che informa di sé la soggettività).
In effetti la realtà del mondo esterno non è stata risolta
- né dal realismo che presume sia la realtà a produrre nel soggetto la rappresentazione
- né dall'idealismo (conoscitivo) che presume sia il soggetto a produrre le rappresentazioni dell'oggetto.

Ambedue le correnti filosofiche sono inesatte: la prima attribuendo la relazione causale, che è valida solo tra gli oggetti rappresentati, a due mondi del tutto diversi tra loro, per cui il materialista fa sorgere dalla materia lo spirito senza accorgersi di operare impropriamente con il principio di causalità, mentre l'idealista ingenuo fa sorgere dallo spirito la materia utilizzando la categoria di causalità che serve solo a ordinare i fenomeni.
L'assenza di priorità dell'elemento soggettivo fa sì che le forme a priori non siano più il dato soggettivo che, secondo il pensiero kantiano, va a sommarsi a quello empirico "costituendo" l'oggetto, bensì che tali forme a priori siano già implicite, nella rappresentazione, cioè in quell'atto assolutamente primo della volontà in cui concorrono parimenti soggetto e oggetto.
Per Schopenhauer, come per Kant, forme a priori della intuizione sono lo spazio e il tempo, che Schopenhauer considera principi di individuazione della materia; ma a queste egli aggiunge la causalità, la sola delle dodici kantiane forme a priori dell'intelletto (categorie) da lui preservate. In realtà, si trova in Schopenhauer una posizione molto diversa da quella kantiana sui rapporti tra intuizione e intelletto. La causalità è, secondo Schopenhauer, più una forma percettiva (cioè dell'intuizione) che una forma puramente concettuale. Si potrebbe dire che per Schopenhauer la nostra stessa intelligenza opera percettivamente quando individua relazioni causali. Come osserva Dale Jacquette, "A bright person, according to Schopenhauer, is one who can directly perceive that things go together or that causality is at work in a certain way. [...] [Schopenhauer] explains intuitive representation more fully as the perception of causal regularities." ("La persona brillante, secondo Schopenhauer, sa percepire direttamente che certe cose vanno insieme o che la causalità è all'opera in un certo modo. [...] [Schopenhauer] spiega in modo più approfondito la rappresentazione intuitiva quale percezione di regolarità causali.")
La causalità è considerata da Schopenhauer la vera e propria essenza della materia, essa è essenzialmente attività (tant'è che in tedesco wirklichkeit che significa "realtà" ha la stessa radice di wirken che vuol dire "agire"). Siccome la materia non è altro che l'agire nello spazio e nel tempo di oggetti su altri oggetti, la materia verrà a coincidere con la causalità.
Per Schopenhauer dunque l'intelletto non è più la facoltà kantiana che opera sulle rappresentazioni immediate (intuizioni) per formare i concetti (rappresentazioni di rappresentazioni) tramite le categorie, ma diviene la facoltà della causalità.
In Speculazione trascendente sull'apparente disegno intenzionale nel destino dell'individuo Schopenhauer analizza casi di nesso acausale che in seguito verrà definito da Carl Jung come sincronicità.

### Il velo di Maya
Schopenhauer riprende da Kant i concetti di fenomeno e noumeno. Il fenomeno è il prodotto della nostra coscienza, esso è il mondo come ci appare, mentre il noumeno è la cosa in sé, fondamento ed essenza vera del mondo. Il fenomeno materiale è dunque per Schopenhauer solo parvenza, illusione, sogno: tra noi e la vera realtà è come se vi fosse uno schermo che ce la fa vedere distorta e non come essa è veramente: il velo di Maya di cui parla la filosofia indiana, alla quale Schopenhauer spesso si rifà, pur cogliendone e accettandone solo l'aspetto pessimistico. Da Schopenhauer questi concetti passeranno a parte della cultura tedesca ed europea successiva, anche con l'incontro con le religioni orientali vere e proprie; è stata osservata la somiglianza tra i concetti di Māyā e Brahman dell'induismo con quelli di fenomeno e noumeno tipici dell'idealismo tedesco, ricavati dal platonismo (idea e forma sensibile), ma anche dell'ātman con l'anima del mondo; nota è infatti la derivazione del platonismo dal pitagorismo, che secondo alcuni aveva però ascendenze greco-indiane.
Il mondo dunque è una propria rappresentazione, una propria illusione ottica. Schopenhauer ritiene che la rappresentazione, cioè la realtà che ci si para davanti, sia nient'altro che una "fotocopia mal inchiostrata", celante la vera realtà delle cose (da questa asserzione traspare l'influenza dello studio di Platone).
Per poter giungere alla realtà noumenica, quella vera, non si può quindi percorrere la strada della conoscenza razionale, visto che è relegata alla sfera della rappresentazione, che in base al quadruplice principio di ragion sufficiente ci mostrerà sempre un mondo totalmente determinato.

### Contro Hegel
Come detto Schopenhauer definiva Hegel, Fichte e Schelling tre "ciarlatani", e si schierava contro l'idealismo tedesco e l'idealismo assoluto, pur definendosi egli stesso idealista. In particolare il primo era per lui «un ciarlatano di mente ottusa, insipido, nauseabondo, illetterato, che raggiunse il colmo dell'audacia scarabocchiando e scodellando i più pazzi e mistificati non-sensi». Schopenhauer sostenne che, se si volesse istupidire un giovane, basterebbe fargli leggere le opere di Hegel per renderlo inetto a pensare; critica menzionata ironicamente da Francesco de Sanctis nel suo saggio Schopenhauer e Leopardi.
Hegel avrebbe risposto definendo Schopenhauer "ripugnante e ignorante".
Alla rappresentazione hegeliana di un mondo retto dalla razionalità e da una finalità interna, Schopenhauer contrappone, infatti, quella di una realtà dominata da un cieco impulso irrazionale e da una pura volontà senza scopo.

## Il mondo come volontà
Se fossimo solo esseri conoscenti, rappresentanti, non potremmo mai scoprire la cosa in sé. Ma noi siamo anche corpo, che per il soggetto conoscente non è soltanto un oggetto come gli altri ma esso è «anche qualcosa di immediatamente conosciuto da ciascuno e che viene designato con il nome di volontà».
La rappresentazione esterna non è solo quella rivolta alle cose esterne ma è anche quella interiore per cui noi cerchiamo di cogliere la coscienza di noi stessi, del nostro io che coincide con la rappresentazione del nostro corpo. Con l'intelletto ciascuno di noi si guarda dal di fuori: non conosce se stesso se non come una cosa tra le altre cose, come un organismo corporeo tra gli altri corpi.
Ma se ognuno di noi non fosse che un puro soggetto sensoriale, "una testa d'angelo alata senza corpo", non potremo mai uscire dai fenomeni, ma poiché siamo corpo non ci limitiamo a guardarci dal di fuori ma ci sentiamo vivere, sentiamo che il corpo ci appartiene, che è l'oggetto con cui l'io tende a identificarsi e che tutto questo genera dolore.
«Ad eccezione dell'uomo, nessun essere si meraviglia della propria esistenza… La meraviglia filosofica … è viceversa condizionata da un più elevato sviluppo dell'intelligenza individuale: tale condizione però non è certamente l'unica, ma è invece la cognizione della morte, insieme con la vista del dolore e della miseria della vita, che ha senza dubbio dato l'impulso più forte alla riflessione filosofica e alle spiegazioni metafisiche del mondo. Se la nostra vita fosse senza fine e senza dolore, a nessuno forse verrebbe in mente di domandarsi perché il mondo esista e perché sia fatto proprio così, ma tutto ciò sarebbe ovvio.»
L'intuizione di Schopenhauer sta nel fatto di considerare l'uomo non solo come soggetto conoscente ma anche come essere dotato di un corpo.

Tale corpo è sì per la nostra percezione, per il senso esterno, un oggetto tra gli oggetti, ma è anche la sede di un senso interno che ci mostra immediatamente la nostra coincidenza con una forza, un impulso, che è la volontà.

Attraverso l'esperienza di sé stessi come corpo l'uomo può giungere al noumeno, alla cosa in sé senza ricorrere alle forme a priori della conoscenza.

### La volontà di vivere
Proprio attraverso il corpo scopriamo che la realtà delle cose ci concerne, siamo nel mondo come una sua parte; difatti vogliamo, desideriamo certe cose e certe altre le evitiamo, rifuggiamo il dolore e ricerchiamo il piacere. Proprio questo ci permette di squarciare il velo del fenomeno e cogliere la cosa in sé. Infatti, ripiegandoci in noi stessi, scopriamo che la radice noumenica del nostro io è la volontà: noi siamo volontà di vivere (Wille zum Leben), un impulso irrazionale che ci spinge, malgrado noi stessi, a vivere e ad agire.
La materialità dell'io, la sua attività («l'azione del corpo non è che l'atto della volontà oggettivato») ci mostra due facce diverse:
- una esteriore, quella che si offre alla rappresentazione per cui esso appare corpo
- una interiore per cui esso si svela come tendenza, sforzo, brama di vivere, volontà di vivere, volontà che s'identifica con quella realtà extra fenomenica di cui parlava Kant che però egli raggiungeva attraverso la volontà morale con cui l'io conosceva sé stesso come libertà spirituale.

#### La musica
Essenza tangibile della volontà di vivere è la musica che attraverso semplici suoni esprime la vera filosofia del mondo:

«La musica oltrepassa le idee, è del tutto indipendente anche dal mondo fenomenico, semplicemente lo ignora, e in un certo modo potrebbe continuare ad esistere anche se il mondo non esistesse più: cosa che non si può dire delle altre arti. La musica è infatti oggettivazione e immagine dell'intera volontà, tanto immediata quanto il mondo, anzi, quanto le idee, la cui pluralità fenomenica costituisce il mondo degli oggetti particolari. La musica, dunque, non è affatto, come le altre arti, l'immagine delle idee, ma è invece immagine della volontà stessa, della quale anche le idee sono oggettività: perciò l'effetto della musica è tanto più potente e penetrante di quello delle altre arti: perché queste esprimono solo l'ombra, mentre essa esprime l'essenza.( [...] )
[La musica] esprime, con un linguaggio universalissimo, l'intima essenza, l'in sé del mondo, che noi, partendo dalla sua più limpida manifestazione, pensiamo attraverso il concetto di volontà, e l'esprime in una materia particolare, cioè con semplici suoni e con la massima determinatezza e verità; del resto, secondo il mio punto di vista, che mi sforzo di dimostrare, la filosofia non è nient'altro se non una completa ed esatta riproduzione ed espressione dell'essenza del mondo, in concetti molto generali, che soli consentono una visione, in ogni senso sufficiente e applicabile, di tutta quell'essenza; chi pertanto mi ha seguito ed è penetrato nel mio pensiero, non troverà tanto paradossale, se affermo che, ammesso che si potesse dare una spiegazione della musica, completamente esatta, compiuta e particolareggiata, riprodurre cioè esattamente in concetti ciò che essa esprime, questa sarebbe senz'altro una sufficiente riproduzione e spiegazione del mondo in concetti, oppure qualcosa del tutto simile, e sarebbe così la vera filosofia.»

### Il principio irrazionale dell'universo
Del tutto diversa da quella kantiana dunque la visione materialista determinista di Schopenhauer della volontà inconscia o irrazionale, istinto cieco, pura vitalità, principio reale, cosa in sé dell'universo:

«l'essenza in sé di ogni cosa nel mondo e la sostanza unica di tutti i fenomeni»
La volontà esula dal fenomenico quindi essa è:
- inconscia, infatti è più un impulso, è un'energia piuttosto che volontà cosciente;
- unica, perché non essendo fenomeno ma essenza della realtà, stando al di fuori dello spazio e del tempo si sottrae al principium individuationis;
- eterna, cioè senza principio né fine, perché al di là del tempo;
- incausata, poiché è unica quindi oltre la categoria di causa;
- irrazionale, poiché la ragione esiste solo nel mondo della rappresentazione. Essa infatti non persegue nessuno scopo fenomenico se non quello di accrescere sé stessa.

### Le specie come "idee"
Essendo questo ragionamento valevole per il corpo uomo, Schopenhauer lo estende per analogia a tutti gli altri corpi esperibili.
Il mondo fenomenico risulta quindi l'oggettivazione della volontà (individuazione), quella volontà che costituisce la cosa in sé (noumeno) e che si realizza in differenti gradi:
- forze (impenetrabilità, magnetismo, gravità ecc.)
- vegetali
- animali
- uomo.

Se per piante e animali la volontà si oggettiva nelle loro specie, nell'uomo la volontà si realizza nei singoli individui, ognuno con un suo volere.
Le specie filosofiche non sono altro che rappresentazioni empiriche riunenti tutti gli individui facenti capo a un'idea (sostanza o sostrato). La specie animale è anch'essa quindi una riproduzione empirica dell'idea. Per Schopenhauer le idee precedono (logicamente) le individualità empiriche come condizione della loro possibilità, perché solo le idee sono onnicomprensive di tutte le infinite e possibili rappresentazioni.
La differenza individuale tra gli individui di una medesima specie è attribuibile al principio di individuazione (quindi a spazio e tempo): la raggruppabilità sotto un'idea prescinde quindi dalle differenze empiriche.
Sottratte a spazio, tempo e causalità le idee sono paragonabili alle idee di Platone, enti universali rispetto a cui il mondo fenomenico è una copia.

Schopenhauer ricorda però che, a differenza di Platone, le idee non sono ancora la vera realtà (per Schopenhauer il nulla, per cui il suo è un pensiero fondamentalmente nichilistico), ma un passaggio intermedio tra il fenomenico e la volontà.

Le idee quindi sono considerabili l'oggettivazione della volontà precedente l'oggettivazione nel mondo fenomenico.

### L'insensatezza e il dolore del mondo
La conseguenza della assenza di finalità e dell'irrazionalità della volontà è l'insensatezza del mondo stesso e della vita di tutti gli esseri viventi in esso. È la volontà di vita - che in ogni cosa vuole realizzarsi nel suo grado, nella sua idea - a creare il mondo così come ci si presenta, come continua lotta di tutte le forze naturali tra loro per conquistarsi la materia necessaria alla loro estrinsecazione; è la volontà di vita a generare infine, per questa sua lotta, il dolore, la miseria e la morte in tutti gli esseri conoscenti e senzienti. È impossibile identificare un senso della vita a livello universale (relativismo etico).

#### La volontà come origine del male
La volontà di vivere infatti produce dolore ma non per sé stessa o per una sua connotazione intrinsecamente maligna (superando quindi il dualismo gnostico occidentale): il dolore infatti nasce quando la volontà di vivere si oggettiva nei corpi che volendo vivere esprimono una continua tensione, sempre insoddisfatta, verso quella vita che appare loro come sempre mancante di quanto essi vorrebbero. Quanto più si ha brama di vivere (in sanscrito tṛṣṇā o cupidigia), tanto più si soffre. Quanto più si accresce la propria vita arricchendola tanto più si soffre.
Quindi, noi siamo volontà. Volontà che ci fa muovere, pensare e noumeno che si oggettiva nella realtà fenomenica come corpo.

L'aver compreso la coincidenza tra la cosa in sé e la volontà, per la caratteristica che la volontà stessa ha, porta Schopenhauer a una visione della vita molto distante dal finalismo ma piuttosto la sua è una visione materialistica deterministica monista come risultava già dalla sua prima opera Sulla quadruplice radice del principio di ragion sufficiente.
La volontà, essendo irrazionale e cieca, distrugge ogni visione del mondo come teleologicamente organizzato. Ordine e armonia lasciano spazio a follia, pulsioni e irrazionalità dettate dalla volontà che è l'essenza, la cosa in sé di ognuno.
La legge che regola il mondo è quella del più forte: la lotta per la sopravvivenza spinge a crudeltà ed egoismi che rafforzano in chi li pratica la volontà di vivere e che accrescono nello stesso tempo il loro dolore.
«Noi ci illudiamo continuamente che l'oggetto voluto possa porre fine alla nostra volontà. Invece, l'oggetto voluto assume, appena conseguito, un'altra forma e sotto di essa si ripresenta. Esso è il vero demonio che sempre sotto nuove forme ci stuzzica».
In questa prospettiva, ogni potere, ogni prerogativa è sottratta all'uomo: il libero arbitrio, l'esistenza (e la sopravvivenza post-mortem) dell'anima, come spiegato nel paragrafo successivo, e anche l'amore.
 Infatti è un volere senza posa, insaziabile, infinito, tendere senza scopo e senza possibilità di ottenere appagamento duraturo e il mondo è preda del dolore cosmico (Weltschmerz).

### L'esistenza di Dio
(Arthur Schopenhauer, Parerga e Frammenti postumi)
La tradizione cristiano-giudaica trova un senso alla nostra vita postulando l'esistenza di un Dio, ma secondo Schopenhauer, che Nietzsche definì «il primo ateo dichiarato e irremovibile che noi tedeschi abbiamo avuto», questo Dio si dovrebbe riferire a un essere conoscente che abbia voluto creare il mondo, cioè un essere che ha elargito agli uomini come un dono un tale miserevole stato di cose.
La prova fisico-teleologica kantiana dell'esistenza di un Dio architetto di un universo ordinato, apprezzata come la più intuitiva dal senso comune e da filosofi come David Hume e Voltaire che la riteneva «la prova delle prove», viene invece contestata da Schopenhauer che la giudica non diversa dalla prova "keraunologica", che si basa sul terrore del fulmine (keraunos in greco), per la quale gli ignoranti credevano nell'esistenza di Zeus. Per lui, invece, «o si pensa o si crede».

Un mondo così pervaso dal male potrebbe portare finalisticamente a credere nell'esistenza di un Dio concependolo come un Essere supremamente malvagio (malteismo), mentre il Dio buono e onnisciente è impossibile per l'incompatibilità dei suoi attributi. Schopenhauer afferma infatti che: 
(Parerga e paralipomena)
E se si obietta che la perfezione degli organismi viventi necessariamente deve essere riferita a un Dio perfetto creatore, Schopenhauer risponde che l'idea finalistica della perfezione appartiene all'intelletto, ma la natura di per sé non possiede il concetto di fine, essa è l'oggettivazione della volontà cieca e irrazionale: sono gli uomini che cercano di dare un senso alla loro vita finalizzandola a un essere superiore che non può esistere.
Schopenhauer nega inoltre che il libero arbitrio sia davvero completo, e soprattutto afferma l'incompatibilità della libertà di decidere autonomamente in caso di esistenza di un Creatore, in quanto l'uomo reca in sé delle caratteristiche innate, che comunque sono presenti in ogni caso in quanto derivano dalla natura.

### Il piacere come assenza di dolore e la noia
La volontà di vivere produce incessantemente nell'uomo bisogni che richiedono soddisfazione: desideri, che sono dunque reazione ad un senso di mancanza, di sofferenza.
Difficilmente però tutti i desideri si realizzano, e la mancata realizzazione di alcuni di essi causa un'ulteriore, più acuta sofferenza. Ma, anche quando un desiderio viene soddisfatto, il piacere che ne deriva risulta essere solo di natura negativa, soltanto, cioè, un alleviamento della sofferenza provocata da quel prepotente bisogno iniziale; bisogno che subito riappare in altra forma, pronto a pungolare con nuovi desideri l'affannata coscienza umana.
 
E quando pure l'uomo non viva nel bisogno fisico e nella miseria, quando nessun effimero desiderio (invidia, vanità, onore, vendetta) gli riempia i giorni e le ore, subito la noia, la più orrenda e più angosciosa di tutte le sofferenze, si abbatte su di lui:

La vita umana è quindi un alternarsi di dolore e di noia, passando per la momentanea sensazione meramente negativa del piacere.
«L'annoiato lungi dal non volere, vuole» e rimpiange la vita intensamente vissuta nella tensione. La noia è la volontà che vuole se stessa com'era. Una volontà più sofisticata ma non meno tenace e sfibrante.
Il dolore è la realtà prima, e la felicità non è che la negazione di questo positivo ontologico e antecedente cronologico, per cui la negatività della felicità sta nel fatto che sarà sempre liberazione da un desiderio, un dolore, un bisogno (sempre deficiente rispetto all'incolmabilità del desiderio).

#### L'illusione
Oltre alla noia un'altra figura che mantiene in movimento la volontà è l'illusione. 
La conoscenza nella forma della fantasia, dipingendo l'oggetto del volere come in grado di estinguere il bisogno, acutizza il desiderio, con quest'illusione. Così la conoscenza appare al servizio della volontà e l'illusione congenita al volere. Anzi è la volontà che si fa conoscenza per farsi motivare.

Il conoscere è sempre subordinato alla volontà e ogni conoscenza è interessata.
Il conoscere è volontà di conoscere: la volontà vuole conoscere e per questo si dà la conoscenza per la propria conservazione e potenziamento.

### Il pessimismo
La volontà di vivere è causa di sofferenza per tutti gli esseri conoscenti (in quanto essendo volontà, pretende in continuazione, senza essere mai soddisfatta), e in special modo per l'uomo, la cui maggiore razionalità rende infinitamente più consapevole di sé e quindi più dolorosa la sua vita rispetto a quella degli altri animali (infatti a differenza di essi l'uomo sa di dover morire, e si rappresenta anche dolori passati ed ansie future).

#### Il rifiuto degli ottimismi
Ogni forma di ottimismo è in questa ottica falsa e illusoria: come quello	 
- Cosmico (Hegel, le religioni): vedere nel mondo la perfezione di un sistema, l'organizzazione provvidenziale di un qualsivoglia Dio, Spirito, Sostanza o Ragione, è un'illusione consolatoria; le religioni sono “metafisiche per il popolo”;
- o Sociale (Rousseau[24]): l'uomo non è buono per natura, e non sono state le leggi imposte dalla società a corromperlo; homo homini lupus, l'unica regola universale è questa, i rapporti umani sono sempre conflittuali perché mossi dal desiderio di sopraffazione reciproca. Riprendendo Thomas Hobbes, Schopenhauer afferma che se gli uomini vivono insieme in società è solo per convenienza.
- o infine quello Storico (concezione romantica della storia, storicismo, positivismo e, seppur non nominato direttamente, Marx): non esiste progresso, la storia ci insegna solo che l'uomo è sempre uguale, non che egli muterà; la vita è segnata dal ciclo nascita-sofferenza-morte, non esiste alcun destino, né alcuna missione.

#### La concezione dell'amore
L'amore rappresenta nella filosofia schopenhaueriana lo stimolo più forte dell'esistenza: dietro a Cupido si cela il Genio della specie che desidera la perpetuazione della vita affinché la volontà di vivere possa espandersi: questa è la vera "astuzia della Ragione" di hegeliana memoria: l'amore è un potente mezzo usato dalla Natura ai fini della riproduzione della specie. L'incanto e il lato romantico sono maschere costruite dall'uomo per celare questa dura e triste verità: il desiderio sessuale è il motore dell'innamoramento, nient'altro.

#### L'aggressività umana
Il pessimismo di Schopenhauer si rintraccia anche nell'analisi dell'animo umano mosso dall'aggressività animalesca conformemente all'hobbesiano "homo homini lupus", che è la condizione non solo dell'uomo, ma di tutta la natura, dominata dalla volontà inconscia e cieca, eterna e indistruttibile:

#### Compassione e misantropia
Dall'incapacità di molti umani di provare compassione, nasce la misantropia di Schopenhauer, che non è odio per gli uomini, ma per le loro caratteristiche: 
(da Parerga e paralipomena)
Schopenhauer descrive la misantropia come giusta indignazione verso chi la merita, distinguendola dalla schadenfreude ("provare invidia è umano, godere della Schadenfreude è diabolico") e dal mero odio del malvagio verso gli altri.
(Scritti postumi)

## Iter salvifico: la negazione della volontà
Se l'oggettivazione della volontà nel mondo fenomenico è principio di sofferenza e dolore, la liberazione da questi mali necessariamente passerà attraverso la negazione del fenomenico al quale è legata la catena dei bisogni e delle soddisfazioni.
In contraddizione col carattere materialistico e deterministico della sua filosofia dal quale non vi sarebbe via d'uscita senza riconoscere una qualche libertà di scelta all'uomo, Schopenhauer pone all'uomo un compito morale di liberazione dal dolore.
Nella Quadruplice radice egli aveva dimostrato come il libero arbitrio sia un'illusione. L'operare scaturisce necessariamente da quella che è la natura intima del mio carattere. 
Eppure noi ci sentiamo responsabili delle nostre azioni perché pensiamo che la nostra costituzione caratteriale poteva essere diversa da quella che ora è: se invece siamo quello che siamo questo è dovuto a un misterioso unico atto di libertà iniziale, che consideriamo "peccaminoso", per il quale abbiamo "scelto" liberamente di nascere: ma l'essere nato è un "delitto", una "colpa" da scontare. In ciò Schopenhauer subìsce l'influsso del concetto di anima secondo i greci (orfismo, Anassimandro, Eraclito, Socrate, Platone)
Ma subito dopo la nascita siamo stati preda della Volontà e ora il nostro dovere morale è quello di disfare quello che la Volontà caotica ha fatto, negare la volontà di vivere passando ad una conversione radicale dal voler vivere al non voler vivere. Con lo stesso atto misterioso della nascita, recuperando la perduta unica iniziale libertà, dobbiamo annullare la volontà nella noluntas. Per i greci e per Platone significava poter ritornare nell'Iperuranio liberando l'anima dal "carcere" del corpo, mentre in Schopenhauer ciò è visto in un'accezione di liberazione nichilista.

### Il suicidio
Inizialmente, Schopenhauer come mezzo di liberazione prende in esame il suicidio. In posizione anti-stoica, il filosofo condanna questa pratica (anche se non la persona del suicida, verso cui solidarizza), perché il suicidio non è una negazione della volontà di vivere, ma piuttosto una sua affermazione, poiché il suicida vuole porre fine alla propria vita. Nega, ricerca il nulla per sé, ma afferma la volontà: negando la vita così com'è, in realtà ne vorrebbe una migliore.
Inoltre, attraverso il suicidio viene soppressa unicamente la manifestazione fenomenica, il corpo, l'oggetto della volontà, mentre come cosa in sé essa continuerà ad esistere e la volontà continua ad agire su altri individui.
Il filosofo propone allora un iter salvifico: alla fine del quale, l'uomo si può liberare della voluntas (causa di dolore) e giungere alla noluntas.
Le tappe per sfuggire alla volontà di vivere sono: l'arte, l'etica e l'ascesi.

### Arte
La noluntas può essere momentaneamente raggiunta con l'arte che non è sottoposta al principio di ragione e ai rapporti causali necessitanti che sono alla base della conoscenza, cioè essa permette la libera visione dell'idea propria del genio «che ha l'attitudine a fare astrazione dalle cose particolari, la cui essenza si riconosce nelle relazioni e a riconoscere le idee: infine a porre se stesso quale correlato delle idee: in altre parole, ad abbandonare la natura d'individuo, per sollevarsi a soggetto puro della conoscenza.»
Nell'esperienza estetica l'artista della vera opera d'arte riesce a svincolare l'oggetto dalle condizioni che lo individualizzano (spazio, tempo e causalità) contemplandolo come universale. Sia nella ispirazione artistica che nello spettatore dell'opera d'arte infatti i soggetti dimenticano se stessi, la propria corporeità di modo che la volontà di vivere ci attraversi senza incidere sulla materialità.
«il piacere estetico consiste in gran parte nel fatto che, immergendoci nello stato di contemplazione pura, noi ci liberiamo per un istante da ogni desiderio e preoccupazione; ci spogliamo in certo qual modo di noi stessi, non siamo più l'individuo che pone l'intelligenza a servizio del volere, il soggetto correlativo alla sua cosa particolare, per la quale tutti gli oggetti divengono moti di volizione, bensì, purificati da ogni volontà, siamo il soggetto eterno della conoscenza, correlato all'Idea.»
Il fruitore dell'opera d'arte deve riuscire a negare la sua volontà diventando puro contemplatore disinteressato. Una volta terminata la breve visione artistica si ricade però nella corporeità preda della volontà di vivere.

### L'etica
Nel quarto libro del Mondo si ripropone il problema di come l'uomo possa raggiungere la noluntas.
L'arte costituisce infatti solo il primo gradino del processo di negazione della volontà, resta infatti qualcosa di temporaneo e non accessibile a tutti.
L'uomo come fenomeno non è libero ma schiavo del rapporto di causalità e come noumeno è soggetto alla volontà di vivere. Egli deve prendere coscienza di questa natura negativa della realtà del mondo, della storia, della natura in cui è immerso.
Una più duratura liberazione dai mali della volontà può essere la via che passa attraverso due stadi: 
1. la giustizia: l'uomo riconosce negli altri uomini i suoi simili, oggettivazioni di un'unica volontà, e capisce che è folle cercare di sopraffarsi nella guerra di tutti contro tutti, in quanto tutti siamo vittime allo stesso modo;
2. la seconda tappa è la carità, intesa come morale della compassione poiché «ogni amore puro e sincero è pietà»[34]. Con la carità l'uomo abbandona la propria sfera egoistica, che rafforza la volontà di vivere, e si rende conto che gli altri sono vittime dello stesso dolore universale. Se riusciamo ad andare oltre la nostra particolare vita, riusciamo a capire come in ogni vita, sia in quella del carnefice come in quella della vittima, ci sia il dolore come marchio fondamentale.

L'uomo provando compassione, nel senso originario del termine, cioè patendo assieme per il dolore degli altri, non solo prende coscienza del dolore ma lo sente e lo fa suo. La momentanea sconfitta della volontà di vivere si realizzerà poiché nella compassione è come se il singolo corpo del singolo uomo si dilatasse nel corpo degli altri uomini. La propria corporeità si assottiglia e la volontà di vivere è meno incisiva. Il dolore unendo gli uomini li accomuna e li conforta. Ma anche questa soluzione è parziale e momentanea.
La compassione è estesa anche agli animali: «La pietà per gli animali è talmente legata alla bontà del carattere che si può a colpo sicuro sostenere che un uomo crudele verso gli animali non può essere un uomo buono [...] Bisogna che anche in Europa, finalmente, si imponga una verità [...] che non può essere più a lungo celata: che, cioè, gli animali in tutti gli aspetti principali ed essenziali sono esattamente la stessa cosa che noi, e che la differenza risiede soltanto nel grado di intelligenza [...] Non già pietà, ma giustizia si deve all'animale...»

### L'ascesi
La tappa decisiva è l'ascesi che permette di giungere alla cessazione di qualsiasi tipo di esistenza, voglia o godimento.
L'ascesi è «l'orrore dell'uomo per l'essere di cui è espressione il suo proprio fenomeno, per la volontà di vivere, per il nocciolo e l'essenza di un mondo riconosciuto pieno di dolore»
L'ascesi viene scandita in tre punti:
1. Mortificazione di sé e dei bisogni della vita sensibile;
2. Castità, che permette di non perpetuare il dolore della riproduzione (antinatalismo), reprimendo l'impulso sessuale, nel Mondo definito come "riprovevole" anche se "irresistibile": oltre a ridurre il consenso consapevole alla volontà, la castità riduce la stessa oggettivazione della volontà noumenica nel mondo fenomenico;
3. Inedia, ossia compiere un digiuno prolungato, come praticato a volte nell'induismo

Questa è la vera soluzione: rendersi trasparenti alla volontà che continuerà ad attraversarci ma non troverà più il corpo. Quindi vivere una non vita con l'estenuazione dell'organismo, raggiungendo la nolontà, cioè la non-volontà, quindi il nulla. La completa negazione della volontà comporta con sé la negazione del mondo come oggettivazione di essa. In questa fase sono evidenti i riferimenti alla visione buddista e induista del Nirvana nel significato sia di 'estinzione' (da nir + √va, cessazione del soffio, estinzione) che, secondo una diversa etimologia proposta da un commentario buddhista di scuola Theravāda, 'libertà dal desiderio' (nir + vana)
Poiché il simile può conoscere solo il simile, il mondo è solo autoconoscenza della volontà: oltre questo limite si sono spinti solo gli asceti, ma la loro esperienza è incomunicabile e la filosofia a questo punto si deve per forza fermare.

#### Schopenhauer e la metempsicosi
Se l'ascesi mistica conduceva a Dio, quella schopenhaueriana conduce al nulla, è un misticismo ateo o meglio non-teista che rifiuta il mondo giungendo alla pura negatività, anche se, pur essendo un non credente verso la fine della vita scriverà: 
(Nuovi Paralipomeni)
 Probabilmente aveva una qualche credenza in una forma di metempsicosi o reincarnazione, anche se mai troppo esplicita: 
In certi passi fa riferimento al concetto di karma, probabilmente intentendo metaforicamente come il "cedere alla volontà", autocondannandosi alla sofferenza:
(Scritti postumi)

#### La concezione rinunciataria
Schopenhauer sa però che queste tappe sono estreme per la maggioranza degli uomini e per sé stesso (solo la volontà consapevole può essere annullata, mentre la volontà istintuale è sempre presente, non si può volere di non volere in maniera ragionata), al limite dell'impraticabilità, e perciò egli conduce una vita appartata e "rinunciataria", di volontaria semplicità, anche se non ascetica e nemmeno troppo votata alla rinuncia (nonostante la sua misoginia, ebbe molti rapporti con donne e di certo non praticò mai la castità), e sostiene l'antinatalismo, la scelta cioè di non avere figli per non perpetuare una discendenza che produca ulteriore dolore ai futuri nati.

#### Cura di sé
Per attenuare il dolore umano, Schopenhauer offre quindi una saggezza sofferta e provata su sé stesso, accessibile a tutti in forma aforistica: a corollario del Mondo e dei Parerga e paralipomena, scrive quindi gli Aforismi sulla saggezza del vivere, al fine di insegnare agli uomini "l'arte di condurre un'esistenza il più possibile piacevole e felice". Secondo alcuni, lo Schopenhauer degli ultimi lavori, nonostante il profondo pessimismo teorico, è avvicinabile (come accade per analoghi teorici del pessimismo come, ad esempio Leopardi), a una sorta di moderno "epicureismo", dove è teorizzata la ricerca del piacere come assenza di dolore (l'unico piacere che Schopenhauer riconosce tale): quindi non un pensatore cupo e ascetico, come vorrebbero gli assunti filosofici con cui conclude il Mondo, ma un uomo amante della vita, intesa come cura di sé, seppur estremamente disincantato.

## Influenze
Nella filosofia di Schopenhauer si è vista la confluenza di dottrine di diversi autori e correnti di pensiero:
- Platone: nella teoria delle "idee", forme eterne dell'Iperuranio
- Kant: Schopenhauer riprende i termini del problema kantiano del rapporto fra ciò che appare alla luce delle proprie categorie a priori (fenomeno) e la cosa in sé (noumeno). Ovvero le cose come ci appaiono, elaborate dalle forme a priori di spazio e tempo e dalla categoria di causalità[46], danno vita alla scienza regolando un mondo oggettivo ma non vero, perché offuscato dal 'velo di Maya', ovvero un velo che impedisce ai sensi di percepire la realtà. La cosa in sé (il noumeno) è, a differenza di quanto diceva Kant, conoscibile, e consiste nella volontà di vivere, presente in ogni cosa dell'universo.
- Illuministi: Schopenhauer analizza il mondo da un punto di vista fisiologico rifiutando quel tipo di Idealismo presuntuoso che prescinda dalla natura e dalla cieca volontà in essa dominante.[47] In particolare riprende da Voltaire l'atteggiamento ironico e demistificatorio nei confronti di religioni, credenze popolari e superstizioni.
- Romanticismo: riprende alcuni temi: l'irrazionalismo, il dolore, l'importanza (catartica) dell'arte e della musica. Richard Wagner, in particolare, modificò la sua concezione della musica dopo aver letto Il mondo come volontà e rappresentazione, specie nel testo della tetralogia L'anello del Nibelungo (la cessazione della volontà di vivere che accompagna il personaggio di Wotan nel secondo capitolo, La valchiria[48]), nel Parsifal e nel Tristano e Isotta. Nel dramma wagneriano sono presenti la Volontà, il giorno in cui gli amanti non possono realizzare i loro desideri e la Notte in cui la loro unione si compie, superamento della Volontà, anche se "l'ascesi erotica" dei due amanti è destinata a concludersi nella loro tragica fine[49]
- Idealismo: lo stesso idealismo post-kantiano produsse un influsso determinante su Schopenhauer, anche se in forma di reazione.[47] Egli trasse notevoli spunti in particolare da Schelling, in cui da giovane vedeva «molto di buono e di vero», pur restandone in seguito deluso: da lui riprese l'esigenza di non escludere dall'orizzonte filosofico la natura, regno della necessità contrapposto a quello della libertà, così come le riflessioni sull'oggettivazione delle forme, sulla polarità, sull'analogia e sul finalismo, sostituendo però l'Assoluto schellinghiano con la Volontà di vita come principio metafisico.[50] L'infinito, ovvero l'idea cardine del romanticismo, è d'altronde il perno su cui si fonda sia il pensiero idealistico sia quello di Schopenhauer.[51]
- Spiritualità indiana, induista e buddhista: Schopenhauer le conosce attraverso l'orientalista Friederich Mayer; ammira molto la sapienza orientale, specialmente l'induismo tanto da sottintenderla con molte espressioni e immagini nelle sue opere. La filosofia buddhista ha grande rilievo in Schopenhauer specialmente per la tematica del dolore il cui superamento è uno degli assi portanti del pensiero del Buddha, ammirato dal filosofo tedesco al punto da tenerne una statuetta di bronzo in casa[52], proveniente con probabilità dalla Birmania[53], e autodefinirsi "buddhista"[54].

(Il mio Oriente, Introduzione)
La volontà di Schopenhauer è simile a diversi concetti orientali: samsara, karma, coproduzione condizionata, desideri (specialmente i negativi) e cinque aggregati.
La sua rielaborazione dei concetti di questa religione è stata in seguito ritenuta superficiale dagli orientalisti moderni, tuttavia è riconosciuto che egli non aveva abbastanza informazioni dirette e precise sulle religioni orientali, in quanto molti testi originali non erano disponibili e molti concetti non ancora approfonditi e studiati. Schopenhauer, come molti studiosi occidentali precedenti o contemporanei, riteneva il buddhismo una religione ateistica in quanto indifferente all'esistenza dei deva e per la presenza della dottrina dell'anātman (inteso come assenza di anima individuale), pur includendo la dottrina della rinascita, fino al raggiungimento del nirvana, di una coscienza individuale che persiste (vijnana). Nel pensiero di Schopenhauer quest'ultimo concetto viene ripreso quando si parla della volontà individuata che si perpetua negli esseri viventi fino al raggiungimento della noluntas.
Schopenhauer, inoltre, riteneva le religioni indiane (non considerando eccessivamente importante la religiosità politeista devozionale indiana - ossia rivolta verso un dio personale - dal punto di vista filosofico, come accade in realtà solo in alcune scuole quali ad esempio l'Advaita Vedanta, che si rivolgono alla ricerca di un brahman universale più che ai deva) e specialmente il pensiero originale del Buddha, specificatamente anti-teiste; se la rappresentazione è corrispondente al concetto di velo di Maya, egli identificava discutibilmente il brahman con la volontà e la cosa in sé per cui mentre l'induista aspirerebbe con la moksha a riunirsi ad esse, il buddhista, com'è descritto nella concezione di Schopenhauer, vorrebbe superarle.
Ma mentre il Buddha ottimisticamente teorizza - dopo aver identificato nel desiderio la sorgente della sofferenza - come possibile il raggiungimento del nirvana (superando il samsara, come indicato nell'ultima delle quattro nobili verità e nel nobile ottuplice sentiero) dal filosofo tedesco identificato con il nulla, Schopenhauer pessimisticamente è scettico che si possa conseguire la noluntas trascendendo la volontà, anche se indica delle vie per attenuare il dolore dell'esistenza..

Tra i testi sacri hindu, egli ama la Bhagavadgītā, da lui definita «l'opera più istruttiva e sublime che esista al mondo» ma particolarmente apprezza le Upanishad (commenti ai Veda), affermando che esse potevano essere dedotte anche dalla propria filosofia, mentre non riusciva a trovarvi tracce di una formulazione filosofica analoga. Dichiarava a proposito di esse: 
- Mistica cristiana: sebbene la sua filosofia sia radicalmente atea, Schopenhauer è interessato alle esperienze ascetiche sviluppatesi in seno al cristianesimo; è un appassionato lettore di Meister Eckhart che, come altri mistici cristiani da Silesius a San Giovanni della Croce, descrive il cammino verso Dio come un cammino di annullamento di sé. Naturalmente Schopenhauer intende tale percorso in senso letterale e nichilistico, solo superficialmente adattato al linguaggio della "mitologia" giudaica.

In sostanza Schopenhauer tendeva a porre la sua dottrina come il perfezionamento di tutte le teorie filosofiche da lui ritenute corrette e presenti nelle tradizioni religiose ammirate, in quanto considerava di averle spiegate razionalmente eliminando il sostrato mitologico-spiritualistico:

## Critiche alla filosofia di Schopenhauer
Il filosofo danese Søren Kierkegaard, muove due principali critiche alla sua filosofia: «Contro la sua etica ho specialmente due obiezioni da fare. In primo luogo la sua concezione si riassume così: o attraverso l'intelletto, quindi intellettualmente, o attraverso le sofferenze, l'individuo arriva a scandagliare tutta la miseria di questa esistenza, e risolve allora di uccidere ovvero di mortificare il desiderio di vivere. Di qui l'ascesi; e così si arriva ad una contemplazione, ad un quietismo attraverso la perfetta ascesi. E questo l'individuo lo fa per simpatia (qui sta il principio morale di A.S.): per simpatia, perché egli simpatizza con tutta quella afflizione ch'è l'esistenza, quindi simpatizza con l'afflizione di tutti gli altri, la quale consiste nell'esistere». 
Secondo Kierkegaard, Schopenhauer con questa concezione della ascesi e della mortificazione con cui "simpatizza", nasconde la "furfanteria" di chi «non vuole arrischiare per conto suo la cosa estrema».
La seconda feroce accusa ha a che fare con l'"onesta ipocrisia" del filosofo tedesco: «In secondo luogo (e questa è un'obiezione capitale) quando si è letta da capo a fondo l'Etica di A.S., si arriva a sapere (onesto fin qui egli naturalmente lo è) che per suo conto egli non è un simile asceta. Dunque lui stesso non è la contemplazione raggiunta per via dell'ascesi, ma una contemplazione che si rapporta contemplando quell'ascesi... Ma anche a questo modo la cosa non va, perché è sempre uno sbaglio esporre un'etica che non esercita sul maestro tale potere così che egli stesso l'esprima nella sua vita. A.S. però fa dell'Etica una specie di genialità: ma è proprio questa la considerazione amorale della morale».
Alcune di queste critiche di incoerenza furono riprese anche da Bertrand Russell, ponendo l'accento sulla misantropia e sul comportamento di Schopenhauer: «Il vangelo schopenhaueriano della rinuncia non è molto coerente né molto sincero. (...) E neppure è sincera la sua dottrina, se ci è lecito giudicare dalla vita di Schopenhauer. Abitualmente pranzava bene, ad un buon ristorante; ebbe molti amori triviali, sensuali, ma non appassionati; era eccezionalmente litigioso ed avaro fuori dal comune. Una volta lo annoiava una cucitrice di una certa età che stava chiacchierando con una amica fuori della porta del suo appartamento. Egli la gettò giù dalle scale, causandole lesioni permanenti. Ella ottenne una sentenza che lo costringeva a pagarle una certa somma (15 talleri) ogni trimestre finché viveva. Quando alfine ella morì, dopo 20 anni, Schopenhauer annotò nel suo libro dei conti: "Obit anus, abit onus" È difficile trovare nella sua vita prove di una qualunque virtù, tranne l'amore per gli animali, che spinse fino al punto di opporsi alla vivisezione nell'interesse della scienza. Sotto tutti gli altri aspetti era un completo egoista. È difficile credere che un uomo profondamente convinto della virtù dell'ascetismo e della rassegnazione non abbia mai fatto nessun tentativo d'applicare nella pratica le sue convinzioni».

## Riflessi
La filosofia di Schopenhauer ebbe riflessi significativi nell'arte e nella cultura, non solo filosofica, dell'Ottocento e del Novecento.
In campo letterario la visione schopenhaueriana è sottesa nelle opere di Tolstoj, Maupassant, Kafka, Italo Svevo, Thomas Hardy, Hermann Hesse, Thomas Mann e forse di Giacomo Leopardi (anche se non sappiamo con certezza se egli lesse delle pagine di Schopenhauer), con cui vi sono notevoli analogie. 
Scrive Francesco De Sanctis: 
Ernst Otto Lindner, traduttore dei Canti di Leopardi per la Vossische Zeitung, fece leggere l'articolo del De Sanctis a Schopenhauer a cui piacque vedersi accostato a Leopardi, un «più giovane ed infelice fratello che, perdutosi per uno strano destino e sentendo in sé lo spirito del suo possente fratello più anziano si esprime a modo suo tendente a raggiungere la grandezza dell'originale.» e lodò il de Sanctis che pure lo criticava nel finale del dialogo:
In filosofia si rifarranno all'opera maggiore di Schopenhauer il giovane Nietzsche che si considerò suo discepolo, Bergson, Freud e Jung; autori molto distanti dalla sua filosofia, come Max Horkheimer e Wittgenstein, presero alcuni elementi del suo pessimismo considerato filosoficamente come punto di riferimento, nella sua esemplarità, di ogni visione negativa dell'esistenza. In seguito anche Heidegger ne riprenderà i concetti. Fondamentale fu per la genesi del pensiero di diversi autori quali Emil Cioran, Thomas Bernhard, Anacleto Verrecchia, Manlio Sgalambro e molti altri.
Nella religione influì su una ripresa del misticismo: «agì soprattutto su quello che può essere chiamato spiritualismo gnostico (si veda Eduard von Hartmann), ma la sua influenza è presente in una mentalità diffusissima nella seconda metà dell'Ottocento e nei primi del Novecento...», influenzando l'interesse delle classi intellettuali e medie per la teosofia, l'induismo e il buddhismo in Occidente.
Nella musica influì sul citato Richard Wagner.

## Opere
- Sulla quadruplice radice del principio ragionato, BUR Biblioteca Univ. Rizzoli; La quadruplice ragione del principio di ragion sufficiente, Torino, Boringhieri 1963; La quadruplice radice del principio di ragion sufficiente, Guerini e associati
- Il mondo come volontà e rappresentazione, Laterza; Il mondo come volontà e rappresentazione, BUR Biblioteca Univ. Rizzoli
- Supplementi al «Mondo come volontà e rappresentazione», Lampi di Stampa
- Parerga e paralipomena, Torino Boringhieri 1963;  Parerga e paralipomena, Adelphi, 1983
- Aforismi, Rusconi Libri
- Aforismi sulla saggezza del vivere, Mondadori
- L'arte di farsi rispettare esposta in 14 massime, Adelphi
- Il fondamento della morale, Laterza
- Il giudizio degli altri. Dov'è la nostra felicità? Nella testa degli altri, BUR Biblioteca Univ. Rizzoli
- La libertà del volere umano, Laterza
- Scritti postumi. Vol. 3: I manoscritti berlinesi (1818-1830), Adelphi
- L'arte della musica, Clinamen
- L'arte di conoscere se stessi ovvero eis heautón, Adelphi
- Discorso sulle donne. Testo tedesco a fronte, La Vita Felice
- L'arte di trattare le donne, Adelphi
- Il primato della volontà, Adelphi
- La vista e i colori-Carteggio con Goethe, Abscondita
- O si pensa o si crede. Scritti sulla religione, BUR Biblioteca Univ. Rizzoli
- Taccuino italiano, Passigli
- La volontà nella natura, Laterza
- L'arte di insultare, Adelphi
- La dottrina dell'idea. Dai frammenti giovanili a "Il mondo come volontà e rappresentazione", Armando